# Paratettix shelfordi
Paratettix shelfordi är en insektsart som beskrevs av Hancock, J.L. 1909. Paratettix shelfordi ingår i släktet Paratettix och familjen torngräshoppor. Inga underarter finns listade i Catalogue of Life.